# Municipio de East Branch
El municipio de East Branch (en inglés: East Branch Township) es un municipio ubicado en el condado de Marion en el estado estadounidense de Kansas. En el año 2010 tenía una población de 178 habitantes y una densidad poblacional de 1,94 personas por km².

## Geografía
El municipio de East Branch se encuentra ubicado en las coordenadas 38°13′00″N 97°12′43″O / 38.21667, -97.21194. Según la Oficina del Censo de los Estados Unidos, el municipio tiene una superficie total de 91.62 km², de la cual 91,53 km² corresponden a tierra firme y (0,1 %) 0,09 km² es agua.

## Demografía
Según el censo de 2010, había 178 personas residiendo en el municipio de East Branch. La densidad de población era de 1,94 hab./km². De los 178 habitantes, el municipio de East Branch estaba compuesto por el 97,19 % blancos, el 0,56 % eran afroamericanos, el 0,56 % eran amerindios, el 0,56 % eran asiáticos y el 1,12 % eran de una mezcla de razas. Del total de la población el 0 % eran hispanos o latinos de cualquier raza.